# Списак царева Светог римског царства
Ово је списак царева Светог римског царства од Карла Великог до 1806. Први владари са листе нису уопште користили назив цар Светог римског царства. Карло Велики је себе називао imperator Romanorum (цар Римљана) или imperator Romanum gubernans imperium (цар који влада Римским царством). 
Карло Велики је титулу цара добио од папе Лава III. Крунисање од стране папе је било предуслов да би се постао цар. После крунисања Отона I, царска титула односи се само на владаре Немачке. Постоје и краљеви Немачке, који нису били цареви, као нпр Хенрик I Птичар.
Ситуација се променила после 1508. Максимилијану I је дозвољено да се зове изабрани цар, иако га папа није крунисао. Од 1530. више папе не крунишу цареве.

## Династија Каролинга
- Карло I Велики (800—814)
- Луј I Побожни (814—840)
- Лотар I (843—855)
- Лудовик II (855—875)
- Карло II Ћелави (875—877)
- Карло III Дебели (881—887)

## Сполето
- Гвидо Сполето (891—894)
- Ламберт Сполето (894—898)

## Династија Каролинга
- Арнулф Карантински (896—899)
- Луј III Слепи (901—905)
- Беренгар Фурлански (915—924)

## Отонска династија
- Отон I (962—973)
- Отон II (973—983)
- Отон III (996—1002)
- Хенрик II (1014—1024) — (овај владар се зове Хенрик II, чиме следи нумерацију немачких краљева, јер постојао је Хенрик I Птичар, који је био немачки краљ, али није био цар)

## Салијска династија
- Конрад II (1027—1039)
- Хенрик III (1046—1056)
- Хенрик IV (1084—1105)
- Хенрик V (1111—1125)

## Суплинбургер
- Лотар III (1133—1137)

## Хоенштауфен династија
- Фридрих Барбароса (1155—1190)
- Хенрик VI (1191—1197)

## Династија Велфа
- Отон IV (1209—1215)

## Хоенштауфен династија
- Фридрих II (1220—1250)

## Династија Луксембурга
- Хенрик VII (1312—1313)

## Династија Вителсбаха
- Лудвиг IV Баварски (1328—1347)

## Династија Луксембурга
- Карло IV (1347—1378)
- Сигисмунд (1410—1437)

## Хабзбурзи
- Фридрих III (1440—1493)
- Максимилијан I (1493—1519)
- Карло V (1519—1556)
- Фердинанд I (1556—1564)
- Максимилијан II (1564—1576)
- Рудолф II (1576—1612)
- Матија (1612—1619)
- Фердинанд II (1619—1637)
- Фердинанд III (1637—1657)
- Леополд I (1658—1705)
- Јозеф I (1705—1711)
- Карло VI (1711—1740)

## Династија Вителсбаха
- Карло VII Алберт (1742—1745)

## Династија Хабзбург-Лорена
- Франц I Стефан (1745—1765)
- Јозеф II (1765—1790)
- Леополд II (1790—1792)
- Франц II (1792—1806)